# プラチアス
プラチアス（Platius）は、ライオンより発売されていた歯の｢ビューティエイジングケア｣を目的とするオーラルケア用品のブランド名である。

## 概要
ライオンの2008年の調査で、30～50代の女性の約3割が将来の美しさや健康だけではなく、歯の美しさに対する関心が高いことがわかり、さらに84%が｢歯のくすみが気になる｣と答えた。それを受け研究を進めたところ歯の表面には目には見えない凹凸がありそれがくすみの原因であることがわかり、そのくすみを浮かせて除去しやすくするイオンクレンジング成分を採用した薬用ハミガキ「プラチアス creamy up（クリーミィアップ） ペースト」が開発された。泡が強く垂れにくいという特徴もあり、めざにゅ〜（フジテレビ系列）での実験では従来の歯磨き粉の泡の上に立たせたヒヨコは水中に沈んでいったが、プラチアスの泡の上に立たせたヒヨコはそのまま泡の上に残るという結果となった。発売後6ヵ月間で販売本数が85万本を突破し、販売目標の1.8倍を超えるヒット商品となっている。発売後のライオンの2010年6月の調査では、本製品ユーザーの夜の歯みがき時間は平均5分38秒で、一般女性平均の3分50秒と比較して長いという結果が得られ、じっくり使う美容用品として受け入れられていると分析されている。
その後、2012年7月時点で累計販売本数が400万本を突破。さらに、ライオンの最近の調査により本製品ユーザーの夜の歯みがき時間が平均6分8秒とさらに伸び、一般女性の2倍近く時間をかけていることが分かった。また、美容としての歯みがきを実践している女性はオーラルケア用品も美容用品として揃えたい意識が高い傾向にあることから、2012年8月に音波アシストタイプの電動歯ブラシ「歯の美容クリーナー」と洗口液「歯の美容液」を追加発売し、既存の「creamy up ペースト」と組み合わせた「ステップケア」を提案するラインナップとなった。

## ラインアップ
creamy up（クリーミィアップ） ペースト【医薬部外品】
「イオンホワイトパック処方」により、きめ細かくクリーミィな泡が口内に長く留まって歯を包み込み、イオンクレンジング成分（ポリリン酸ナトリウム）が歯の表面のキメに溜まった「蓄積くすみ」を浮かしてブラッシングによる除去をしやすくする。また、歯の表面のミクロの傷の再結晶化を促進することでムシ歯を防ぐ薬用フルオライド（フッ化ナトリウム）と健康な歯グキを保って歯肉炎を予防する薬用アミノ酸（ε-アミノカプロン酸）も配合した。香味はローズとミントの2種類。2014年4月のリニューアルで外装をプラスチックケースから紙箱に変えてデザインを一新し、内容量を変更（50g→40g、110g→90g）した。
また、レギュラーラインナップしている香味に加え、2015年からはディズニーデザインを採用した数量限定の香味も発売され、2015年3月にはくまのプーさんデザインのはちみつ香味「ハニー」を発売、2016年3月にはアナと雪の女王に登場するエルサをモチーフとした青系のデザインを採用した「スノーミント」を発売した。
2017年3月に2度目のリニューアル。ディズニー作品に登場するプリンセスを採用したデザインに刷新され、従来の「ローズ」から香味名を変更した「ローズミント」はピンク基調に『美女と野獣』のベルが、従来の「ミント」から香味名を変更した「エメラルドミント」はグリーン基調に『リトル・マーメイド』のアリエルが、リニューアルに伴って新たに発売された「クリスタルミント」はブルー基調に『シンデレラ』がそれぞれ描かれている。また、容量は従来の40gを廃止し、90gのみの設定となった。
2021年3月末に発売された「Lightee（ライティー）ハミガキ」へ継承のため、同年4月をもって製造終了となった。
歯の美容液
洗口液（薬用成分は配合されていない）。100ml入りと250ml入りの2サイズで、香味はローズとミントの2種類。2014年に製造終了。
歯の美容クリーナー
音波アシストタイプの電動歯ブラシ（普通の歯ブラシのように動かしながら磨く）。スタンドケース・「creamy up ペースト ローズ」試供品（10g、2013年9月より）付属。レフィル（替えブラシ）も発売されていた。2017年4月製造終了。

## 成分

### creamy up ペースト
- 洗浄剤/ポリリン酸ナトリウム
- 薬用成分/フッ化ナトリウム、ε-アミノカプロン酸
- 発泡剤/ラウリル硫酸ナトリウム、ヤシ油脂肪酸アミドプロピルベタイン液、POE、硬化ヒマシ油
- 清涼剤/メントール
- 湿潤剤/ソルビット液
- 清掃剤/無水ケイ酸A
- 安定剤/酸化チタン